# Northfield (Vermont)
Moretown es un pueblo ubicado en el condado de Washington en el estado estadounidense de Vermont. En el año 2020 tenía una población de 5,918 habitantes y una densidad poblacional de 52.2 personas por km².

## Geografía
Moretown se encuentra ubicado en las coordenadas 44°8′28″N 72°39′52″O / 44.14111, -72.66444.

## Demografía
Según la Oficina del Censo en 2000 los ingresos medios por hogar en la localidad eran de $41,523 y los ingresos medios por familia eran $51,818. Los hombres tenían unos ingresos medios de $32,168 frente a los $24,781 para las mujeres. La renta per cápita para la localidad era de $15,592. Alrededor del 6.7% de la población estaban por debajo del umbral de pobreza.